# Fort de la Vitriolerie
Le fort de la Vitriolerie est un ouvrage de la première ceinture de Lyon. Il est aujourd'hui plus connu sous le nom de Quartier Général-Frère à Lyon.

## Histoire

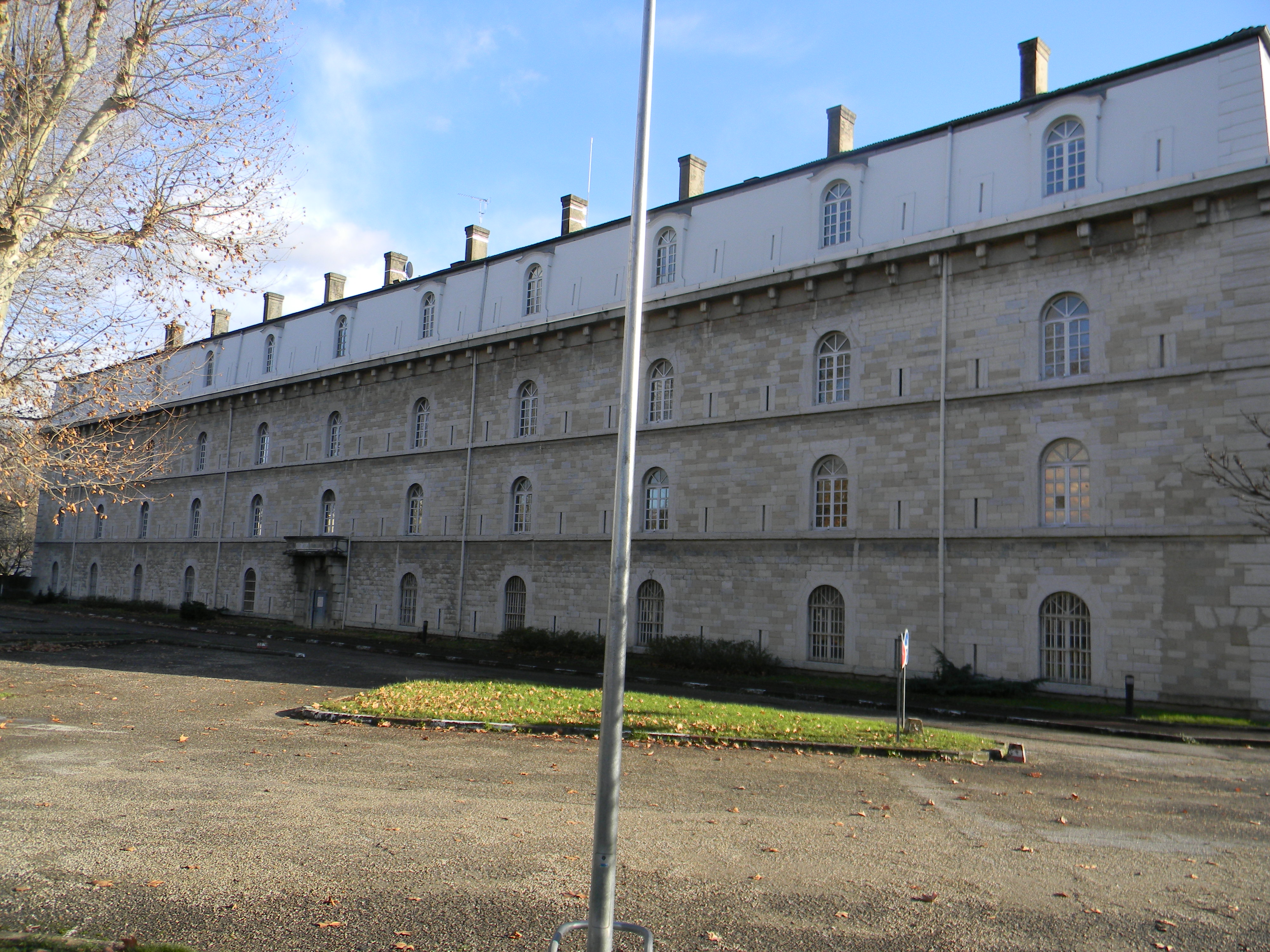
La caserne du fort.

Le 27 novembre 1838, Louis-Philippe délivre une ordonnance d'expropriation.
Commencée en 1840, la construction du fort s’achève vingt ans plus tard.
De forme triangulaire dont les deux côtés offensifs équipés de 66 canons orientés vers le sud et l'est, le fort comptait une caponnière et deux demi-bastions.
Quelque 800 hommes vivaient dans la caserne de deux étages. Un troisième étage sera construit en 1860.
Lors de l'épisode de la commune de Lyon, les gardes nationaux des quartiers populaires le prennent d'assaut le 4 septembre 1870 pour s'armer face aux gardes nationaux des quartiers bourgeois.
Il deviendra par la suite caserne de la Vitriolerie puis Quartier Général Frère en 1968.

## Aujourd'hui
Le Quartier Général-Frère accueille désormais l'État-Major de la région militaire Terre Sud-Est.

## Altimétrie

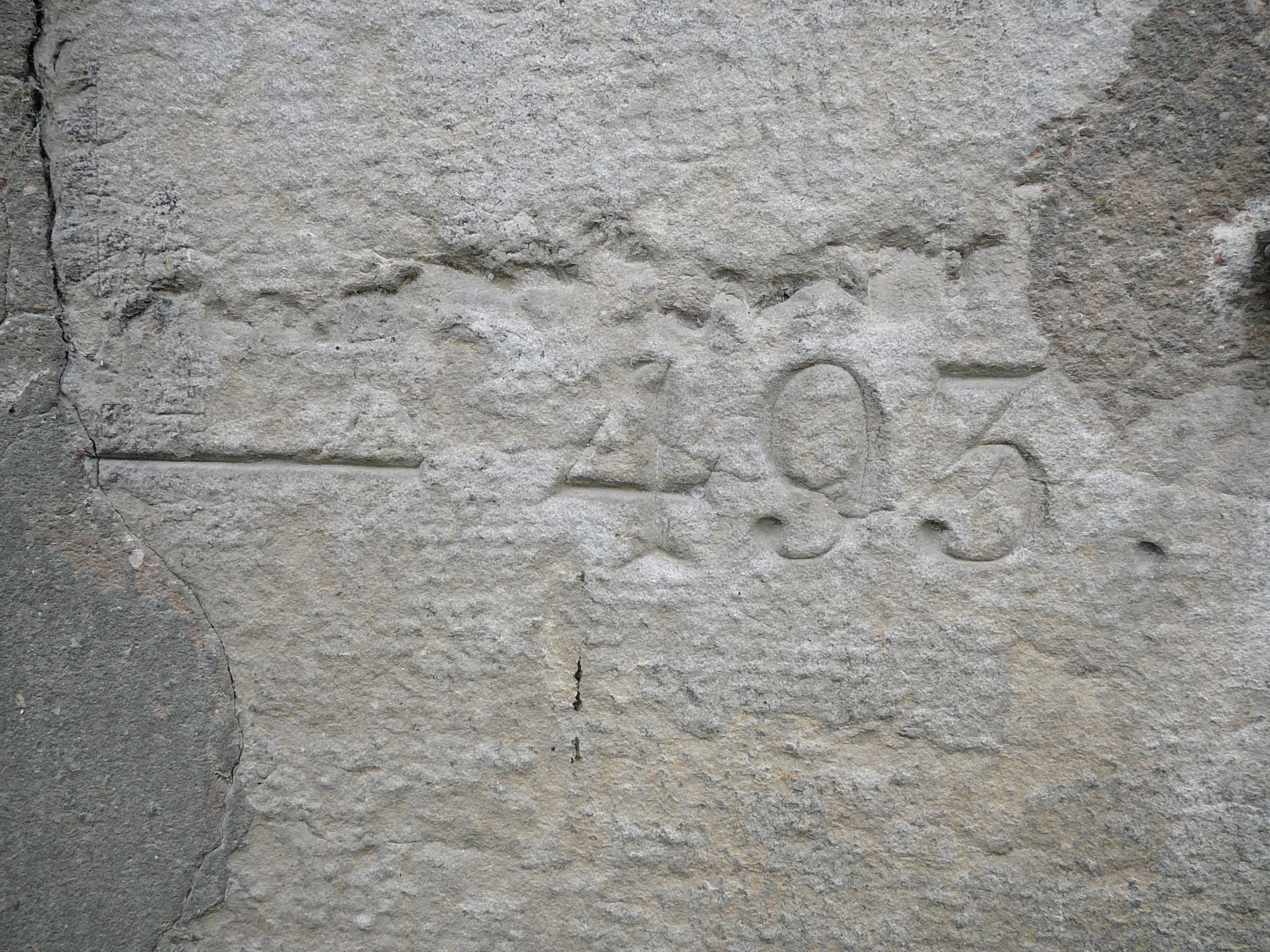
Altitude présentée à l'entrée du fort (493).

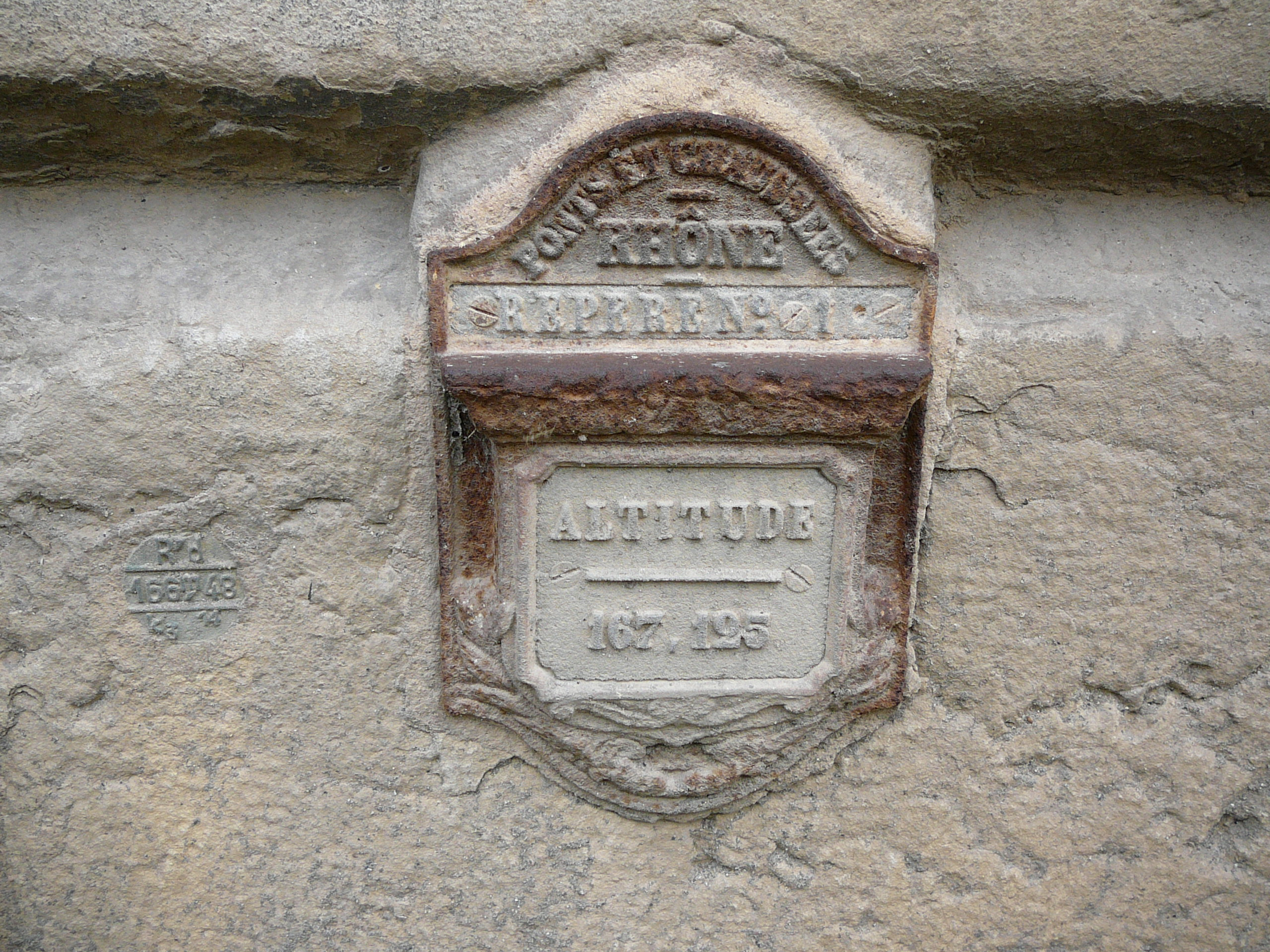
Altitude gravée selon les Ponts et chaussées du Rhône: 167.125 m.

Dans la partie basse droite de l'entrée du fort Saint-Irénée se voit gravé le nombre 380 précédé d'un trait horizontal placé à un mètre du sol, il s'agirait de l'altitude en pieds qui avait pour référence un règle située sur le quai de Saône, à proximité du pont Bonaparte.
Ce mode de calcul est inapplicable pour le nombre gravé sur l'entrée du fort de la Vitriolerie (493) car le fort de Saint-Irénée est plus haut (une plaque de l'IGN indiquant 280 m) que celui de la Vitriolerie (167,125 m). Une étude menée par l’ASSIL (ASsociation des SItes de Loyasse) démontre que le nombre inscrit n'est pas en pieds, mais il s'agirait plutôt d'une altitude négative par rapport à un point haut, calculé à 660 m, correspondant peut-être au fort du Mont Verdun placé à 625 m.
Pour étayer cette thèse, d'autres mesures ont été prises par les membres de cette association avec les ouvrages comportant une inscription de ce type ; l'addition des altitudes gravées et relevées grâce à l'IGN, que ce soit par la présence d'une plaque ou à partir d'un plan, indique toujours 660 m.
| Nom du fort            | Inscription | Altitude IGN | Inscription + Altitude IGN |
| ---------------------- | ----------- | ------------ | -------------------------- |
| Fort de la Vitriolerie | 493 m       | 167,125 m    | 660 m                      |
| Fort de Vaise          | 450 m       | 210 m        | 660 m                      |
| Fort de Loyasse        | 389 m       | 271 m        | 660 m                      |
| Fort Saint-Irénée      | 380 m       | 280,173 m    | 660 m                      |
| Lunette du Fossoyeur   | 379 m       | 281 m        | 660 m                      |